# Cristian Arango
Cristian Daniel Arango Duque, noto semplicemente come Cristian Arango (Medellín, 9 marzo 1995), è un calciatore colombiano, attaccante del S.J. Earthquakes.

## Caratteristiche tecniche
Soprannominato Chicho, è un centravanti che può giocare anche nel ruolo di seconda punta.

## Statistiche

### Presenze e reti nei club
Statistiche aggiornate all'11 novembre 2024.
| Stagione              | Squadra               | Campionato            | Campionato | Campionato | Coppe nazionali | Coppe nazionali | Coppe nazionali | Coppe continentali | Coppe continentali | Coppe continentali | Altre coppe | Altre coppe | Altre coppe | Totale | Totale |
| Stagione              | Squadra               | Comp                  | Pres       | Reti       | Comp            | Pres            | Reti            | Comp               | Pres               | Reti               | Comp        | Pres        | Reti        | Pres   | Reti   |
| --------------------- | --------------------- | --------------------- | ---------- | ---------- | --------------- | --------------- | --------------- | ------------------ | ------------------ | ------------------ | ----------- | ----------- | ----------- | ------ | ------ |
| 2012                  | Envigado              | A                     | 0          | 0          | CC              | 2               | 0               | -                  | -                  | -                  | -           | -           | -           | 2      | 0      |
| 2013                  | Envigado              | A                     | 18         | 1          | CC              | 4               | 0               | -                  | -                  | -                  | -           | -           | -           | 22     | 1      |
| 2014                  | Envigado              | A                     | 7          | 0          | CC              | 2               | 0               | -                  | -                  | -                  | -           | -           | -           | 9      | 0      |
| 2015                  | Envigado              | A                     | 26         | 2          | CC              | 5               | 2               | -                  | -                  | -                  | -           | -           | -           | 31     | 4      |
| 2015-2016             | Valencia Mestalla     | SB                    | 26         | 8          | CR              | 0               | 0               | -                  | -                  | -                  | -           | -           | -           | 26     | 8      |
| 2016                  | Envigado              | A                     | 20         | 4          | CC              | 1               | 0               | -                  | -                  | -                  | -           | -           | -           | 21     | 4      |
| Totale Envigado       | Totale Envigado       | Totale Envigado       | 71         | 7          |                 | 14              | 2               |                    | -                  | -                  |             | -           | -           | 85     | 9      |
| 2017                  | Millonarios           | A                     | 12         | 3          | CC              | 0               | 0               | CL                 | 1                  | 0                  | -           | -           | -           | 13     | 3      |
| 2017-2018             | Desp. Aves            | PL                    | 19         | 1          | TL              | 3               | 2               | -                  | -                  | -                  | -           | -           | -           | 22     | 3      |
| 2018-2019             | Tondela               | PL                    | 16         | 1          | TL+CP           | 3+2             | 2+0             |                    | -                  | -                  | -           | -           | -           | 21     | 3      |
| lug.-dic. 2019        | Millonarios           | A                     | 10         | 2          | CC              | 2               | 1               | -                  | -                  | -                  | -           | -           | -           | 12     | 3      |
| 2020                  | Millonarios           | A                     | 17+4       | 7+3        | CC              | 1               | 1               | CS                 | 3                  | 1                  | -           | -           | -           | 25     | 12     |
| gen.-lug. 2021        | Millonarios           | A                     | 17+5       | 7+2        | CC              | 0               | 0               | -                  | -                  | -                  | -           | -           | -           | 25     | 12     |
| Totale Millonarios    | Totale Millonarios    | Totale Millonarios    | 65         | 24         |                 | 3               | 2               |                    | 4                  | 1                  |             | -           | -           | 72     | 27     |
| ago.-dic. 2021        | Los Angeles FC        | MLS                   | 17         | 14         | -               | -               | -               | -                  | -                  | -                  | -           | -           | -           | 17     | 14     |
| 2022                  | Los Angeles FC        | MLS                   | 34+3       | 16+2       | CU              | 3               | 3               | -                  | -                  | -                  | LC          | 1           | 0           | 41     | 21     |
| Totale Los Angeles FC | Totale Los Angeles FC | Totale Los Angeles FC | 51+3       | 30+2       |                 | 3               | 3               |                    | -                  | -                  |             | 1           | 0           | 58     | 35     |
| feb.-lug. 2023        | Pachuca               | PD                    | 10+1       | 4+1        | -               | -               | -               | CCL                | 2                  | 0                  | -           | -           | -           | 13     | 5      |
| lug.-dic. 2023        | Real Salt Lake        | MLS                   | 11+2       | 6+0        | CU              | 1               | 0               | -                  | -                  | -                  | LC          | 4           | 2           | 18     | 8      |
| 2024                  | Real Salt Lake        | MLS                   | 30+2       | 17         | CU              | 1               | 0               | -                  | -                  | -                  | LC          | 1           | 0           | 34     | 17     |
| Totale Real Salt Lake | Totale Real Salt Lake | Totale Real Salt Lake | 43+2       | 23+0       |                 | 2               | 0               |                    | -                  | -                  |             | 5           | 2           | 52     | 25     |
| 2025                  | S.J. Earthquakes      | MLS                   | -          | -          | CU              | -               | -               | -                  | -                  | -                  | LC          | -           | -           | -      | -      |
| Totale carriera       | Totale carriera       | Totale carriera       | 320        | 104        |                 | 30              | 11              |                    | 6                  | 1                  |             | 6           | 2           | 362    | 118    |

### Cronologia presenze e reti in nazionale
| Cronologia completa delle presenze e delle reti in nazionale ― Colombia | Cronologia completa delle presenze e delle reti in nazionale ― Colombia | Cronologia completa delle presenze e delle reti in nazionale ― Colombia | Cronologia completa delle presenze e delle reti in nazionale ― Colombia | Cronologia completa delle presenze e delle reti in nazionale ― Colombia | Cronologia completa delle presenze e delle reti in nazionale ― Colombia | Cronologia completa delle presenze e delle reti in nazionale ― Colombia | Cronologia completa delle presenze e delle reti in nazionale ― Colombia |
| Data                                                                    | Città                                                                   | In casa                                                                 | Risultato                                                               | Ospiti                                                                  | Competizione                                                            | Reti                                                                    | Note                                                                    |
| ----------------------------------------------------------------------- | ----------------------------------------------------------------------- | ----------------------------------------------------------------------- | ----------------------------------------------------------------------- | ----------------------------------------------------------------------- | ----------------------------------------------------------------------- | ----------------------------------------------------------------------- | ----------------------------------------------------------------------- |
| 16-11-2021                                                              | Barranquilla                                                            | Colombia                                                                | 0 – 0                                                                   | Paraguay                                                                | Qual. Mondiali 2022                                                     | -                                                                       | 80’                                                                     |
| 28-1-2023                                                               | Carson                                                                  | Stati Uniti                                                             | 0 – 0                                                                   | Colombia                                                                | Amichevole                                                              | -                                                                       | 46’                                                                     |
| Totale                                                                  |                                                                         | Presenze                                                                | 2                                                                       |                                                                         | Reti                                                                    | 0                                                                       |                                                                         |

## Palmarès

### Club

#### Competizioni nazionali
- Coppa del Portogallo: 1

Desportivo Aves: 2017-2018
- MLS Supporters' Shield: 1

Los Angeles FC: 2022
- Campionato MLS: 1

Los Angeles FC: 2022